# Чаувел, Чарльз
Чарльз Чаувел (англ. Charles Chauvel, родился 16 апреля 1969 года) — новозеландский политик, член Лейбористской партии, член парламента Новой Зеландии с 2006 года, открытый гей.

## Биография
Чарльз Чаувел окончил Гисборнскую школу для мальчиков, затем поступил в университет Виктории в Веллингтоне, который окончил в 1989 году в степени бакалавра правоведения (с отличием), в 1994 году защитил степень магистра правоведения (с отличием) в Оклендском университете. Он также имеет диплом по экономике здравоохранения (с отличием) университета Виктории в Веллингтоне (1993 год).
В качестве юриста работал в многих частных и государственных учреждениях. Вступил в 1985 году в Лейбористскую партию, где занимал ряд должностей. 1 августа 2006 года был избран в Парламент Новой Зеландии, где занимается вопросами торговли, изменения климата, энергии и ресурсов, правосудия.